# یگان ۳۴۰
یگان ۳۴۰ یک لشکر تخصصی از نیروی قدس سپاه پاسداران انقلاب اسلامی است که مسئول توسعه و تقویت قابلیت‌های موشکی برای متحدان نظام جمهوری اسلامی ایران، در درجه اول جهاد اسلامی فلسطین و حزب الله است. این یگان به سرپرستی حمید فاضلی بر ارتقای دقت، برد و قدرت تخریب این سلاح‌ها تمرکز دارد.     حمید فاضیل همچنین رهبری حرکت النجبه را بر عهده دارد، یک شبه نظامی شیعه که تحت هدایت سپاه پاسداران انقلاب اسلامی در عراق عمل می کند و مسئول پرتاب موشک علیه نیروهای آمریکایی است. 

## فعالیت های کلیدی
یگان ۳۴۰ در چندین کشور از جمله سوریه ، لبنان ، عراق و یمن فعالیت می کند.   این یگان در پی توافقی بین سپاه و مرکز فضایی سمنان، در قرارگاه شهید شعبانی و مجتمع بالستیک سمنان موشک‌هایی را آزمایش می‌کند.  
اهداف اصلی آن عبارتند از:

### توسعه پروژه های تسلیحاتی فناورانه، به ویژه راکت و موشک
این یگان نقش مهمی در تحقیق و توسعه فناوری پیشرفته نظامی با تمرکز ویژه بر موشک و موشک ایفا می کند. این شامل افزایش دقت، برد و ظرفیت مخرب زرادخانه موشکی حزب الله است که جزء کلیدی استراتژی بازدارندگی این گروه علیه اسرائیل است. 

### توانمندسازی نیروهای نیابتی برای تولید سلاح به طور مستقل
یگان ۳۴۰ به طور فعال در انتقال تخصص فنی و منابع به شبه‌نظامیان متحد و نیروهای نیابتی مشغول است و آنها را قادر می‌سازد تا در داخل کشور سلاح بسازند. حزب‌الله و متحدانش با بومی‌سازی تولید، اتکای خود را به تسلیحات خارجی کاهش می‌دهند و در نتیجه مقاومت خود را در برابر تحریم‌های بین‌المللی و اختلالات زنجیره تأمین افزایش می‌دهند.   

### برگزاری دوره آموزشی برای نیروهای نیابتی سپاه قدس در ایران
این یگان با نیروی قدس ایران، شاخه عملیات برون مرزی سپاه پاسداران انقلاب اسلامی (سپاه پاسداران انقلاب اسلامی) همکاری نزدیک دارد. این برنامه برنامه‌های آموزشی تخصصی را برای جنگنده‌های متفقین با تمرکز بر مونتاژ تسلیحات، عملیات هواپیماهای بدون سرنشین، جنگ الکترونیک و تاکتیک‌های جنگی نامتقارن ارائه می‌کند. این جلسات آموزشی در ایران برگزار می شود، جایی که نیروهای عملیاتی تجربه عملی در فنون جنگی پیشرفته کسب می کنند.

## پروژه های خاص
این یگان در پروژه های مختلف توسعه موشک مشارکت دارد:

### موشک های دقیق بهبود یافته
اینها محدوده ای در حدود ۸۵ دارند کیلومتر، یک ۵۰ کیلوگرم کلاهک و قطر ۲۲۵ میلی متر دقت آنها به طور قابل توجهی افزایش یافته است، با خطای دایره ای احتمالی تنها چند متر. 

### موشک های اشتر
این راکت های کوتاه برد که با نام بورکان نیز شناخته می شوند، بردی بیش از ۱۰ دارند کیلومتر و حمل یک ۵۰۰ کیلوگرم کلاهک آنها در عراق، سوریه، لبنان و نوار غزه مستقر هستند. 

### موشک های جهاد
قطر آنها ۱۷ اینچ است که حداکثر برد آن کمتر از ۲۰ است کیلومتر و ۴۰۰ کیلوگرم کلاهک 

### موشک های عماد
مجموعه ای از راکت ها با برد ۴۵ تا ۱۰۰ کیلومتر و کلاهک هایی به وزن ده ها کیلوگرم. 

## تحریم ها و توجه بین المللی
فعالیت‌های یگان ۳۴۰ توجه بین‌المللی را به خود جلب کرده است و منجر به تحریم‌ها و اقدامات نظامی علیه عملیات این یگان شده است. حضور این یگان در سوریه، به ویژه در مناطقی مانند سیده زینب در نزدیکی دمشق ، هدف حملات هوایی اسرائیل قرار گرفته است.   در خرداد ۱۴۰۳، اتحادیه اروپا مجموعه‌ای از تحریم‌ها را علیه حامیان و تسهیل‌کنندگان فعالیت‌های حماس و جهاد اسلامی فلسطین از جمله علی مرشد شیرازی (متولد ۱۳۴۸)، یکی از مقامات نیروی قدس که بر عملیات‌های نظامی نظارت می‌کند و کمک‌های یگان ۳۴۰ را برای حمایت از جهاد اسلامی فلسطین تسهیل می‌کند، به تصویب رساند. 

## همچنین ببینید
- یگان ۱۹۰
- یگان ۴۰۰
- نیروی قدس
- یگان ۱۸,۰۰۰